# Авантуре Тинтина: Тајна једнорога
Авантуре Тинтина: Тајна једнорога (енгл. The Adventures of Tintin) је амерички анимирани филм из 2011. у режији Стивена Спилберга снимљен по стриповима чији је аутор белгијски цртач Ерже. Спилберг је такође један од продуцената филма, а сценарио су написали Стивен Мофат, Едгар Рајт и Џо Корниш.
Остварио добру зараду на биоскопским благајанама и наишао је на добар пријем код критичара, који су га често поредили са Спилберговим филмом Отимачи изгубљеног ковчега из 1981. Био је номинован за награде Оскар и БАФТА, и освојио је награду Златни глобус за најбољи анимирани филм.

## Улоге
| Глумац        | Улога                           |
| ------------- | ------------------------------- |
| Џејми Бел     | Тинтин                          |
| Енди Серкис   | Капетан Хадок/Франсис Хадок     |
| Данијел Крејг | Иван Иванович Сахарин/Ред Ракам |
| Ник Фрост     | Томсон                          |
| Сајмон Пег    | Томпсон                         |